# 음성 사용자 인터페이스
음성 사용자 인터페이스(Voice User Interface, VUI)는 음성 언어를 사용해 정보 기기를 제어하거나 정보 서비스를 수신할 수 있도록 말과 글을 음성으로 변환하는 인터페이스를 말한다. IOS나 매킨토시 운영체제의 'Siri(시리)'나 안드로이드의 '구글 어시스턴트'처럼 사람의 음성을 컴퓨터가 인식해 텍스트화 하는 형태를 기반으로 하며, 스마트 스피커를 비롯한 IOT 장치와 상호작용하는 경우도 있다.

## 같이 보기
- 음성 합성
- 사용자 인터페이스 디자인